# Thomas Dinsley
Thomas Edward Dinsley (Regina, 25 de junio de 1941) es un deportista canadiense que compitió en saltos de trampolín. Ganó una medalla de oro en los Juegos Panamericanos de 1963, en la prueba individual.

## Palmarés internacional
| Juegos Panamericanos | Juegos Panamericanos | Juegos Panamericanos | Juegos Panamericanos |
| Año                  | Lugar                | Medalla              | Prueba               |
| -------------------- | -------------------- | -------------------- | -------------------- |
| 1963                 | São Paulo (Brasil)   | Medalla de oro       | Trampolín 3 m        |